# Wagner-Rennmaus
Die Wagner-Rennmaus oder Rauschwanz-Rennmaus (Gerbillus dasyurus, Syn.: Dipodillus dasyurus) ist eine Art der Rennmäuse. Sie wurde 1842 von Johann Andreas Wagner unter dem Protonym Meriones dasyurus beschrieben.
Diese Rennmausart bewohnt die Wüsten und Halbwüsten von Ägypten, Sinai, Irak, Syrien, Jordanien, Libanon, Israel, der südlichen Türkei, und der Arabischen Halbinsel.

## Körpermerkmale
Die Wagner-Rennmaus ist eine kleine Rennmaus mit großen Augen und langem Schwanz.
Das Fell ist oberseits gelbbraun. Die Rückenhaare sowie die Haare der Körperseiten haben eine graue Basis und schwarze Spitzen. Die Körperunterseite und die Füße sind rückenwärts weiß. Die Fußsohlen sind unbehaart und unpigmentiert.
Über den Augen und hinter den Ohren befinden sich mäßig ausgebildete weiße Flecken.
Der überkörperlange, sonst spärlich behaarte Schwanz weist am Ende eine Quaste auf die stärker als bei anderen Dipodillus- und Gerbillus-Arten ausgebildet ist.
Die Geschlechter unterscheiden sich stark in Größe und Gewicht. Während die Weibchen etwa 70–90 mm lang werden, können die Männchen eine Länge von bis zu 102 mm erreichen. Männliche Wagner-Rennmäuse können ein Gewicht von bis zu 34 g erreichen.
Neben der Nominatform wird eine weitere Unterart D.d. gallagheri die im Oman und den VAE vorkommt gelistet. Sie unterscheidet sich von der Nominatform in ihrer dunkleren Färbung und den violetten Sohlen der Hinterfüße.

## Lebensweise und Verhalten
Über die Lebensweise und das Verhalten der Wagner-Rennmaus ist wenig bekannt.
Ihr Lebensraum sind offene, trockene Kurzgrassteppen sowie Gebiete mit vereinzelten Sträuchern.
Dort sind sie eng an Vorkommen von Steinen wie in Sand- und Kalksteinmassiven gebunden. Sanddünen werden nach Möglichkeit gemieden. Sie baut Baue und Gänge in Lehm- und Sandböden. Sie wurde bereits in Bauen der Libyschen Rennmaus (Meriones libycus) gefunden.
Es sind zwei verschiedene Arten von Bauten bekannt: einfacher Bau mit 1 – 3 Gängen ohne Nest und ein komplexerer Bau mit 4 – 5 Gängen und Nestkammer. Die Art ist dämmerungs- und nachtaktiv.
Die Wagner-Rennmaus ernährt sich von verschiedenen Kräutern und Gräsern, besonders von einjährigen Kräutern wie Schneckenklee.
Ebenso verschmäht sie keine Insekten, und auch Schnecken werden von ihr gefressen.
In Israel pflanzt sich die Wagner-Rennmaus ganzjährig fort mit einer Pause im Dezember. Die Reproduktionsrate ist abhängig vom Nahrungsangebot. Die Tragzeit beträgt 18 – 22 Tage, die Wurfgröße schwankt zwischen 2 und 6 Tieren.

## Bestand und Gefährdung
Die IUCN listet die Art als nicht gefährdet.